# Siegfried Susser
Siegfried Susser (* 12. Juli 1953 in Vilshofen) ist ein ehemaliger deutscher Fußballspieler.

## Karriere
Siegfried Susser spielte von 1971 bis 1977 beim FC Vilshofen  in der Bezirks- und Landesliga. Zur Saison 1977/78 wechselte er zum 1. FC Nürnberg und spielte in der 2. Bundesliga. Durch den zweiten Platz in der Endtabelle qualifizierte sich Susser mit seinen Clubkameraden für die Aufstiegsrunde zur Bundesliga. Unter Trainer Werner Kern setzte sich der Club gegen Rot-Weiss Essen durch. Ab der Saison 1978/79 spielte Susser somit erstklassig. Zur Rückrunde wurde er an den SC Freiburg ausgeliehen. Zur neuen Saison kehrte er zum Club zurück. Da Nürnberg in der Vorsaison abgestiegen war, spielte er wieder in der 2. Liga. Susser blieb ein Jahr in Nürnberg und wechselte dann zum Ligarivalen Stuttgarter Kickers, wo er drei weitere Jahre in der zweiten Liga spielte. Danach zog es ihn für ein Jahr nach Frankreich zu Racing Strasbourg. Er kehrte nach Deutschland zurück und spielte in der Bayernliga bei der SpVgg Fürth. Ab 1987 spielte er in unteren Amateurligen bei BSC Erlangen, 1. SC Feucht, SpVgg Obertrubach und beim TSV Falkenheim.